# Mellnau
Mellnau ist ein Ortsteil der Stadt Wetter (Hessen) im mittelhessischen Landkreis Marburg-Biedenkopf und hat rund 750 Einwohner. Der Ort befindet sich im Burgwald auf einer Höhe von etwa 270 bis 340 m ü. NN.

## Geschichte

### Ortsgeschichte
Bei Mellnau wurde vom Mainzer Erzbischof, wahrscheinlich Siegfried III. von Eppstein, zwischen 1248 und 1250 zum Schutz des Stifts Wetter die Burg Elnhoch erbaut, deren älteste bekannte urkundliche Erwähnung auf das Jahr 1263 fällt. Die Burg Mellnau ist heute eine Ruine.
Hessische Gebietsreform (1970–1977)
Zum 31. Dezember 1971 wurde die bis dahin selbständige Gemeinde Mellnau im Zuge der Gebietsreform in Hessen auf freiwilliger Basis in die Stadt Wetter (Hessen-Nassau) (damaliger Name der Stadt) eingegliedert.
Für den Ortsteil Mellnau, wie für alle Ortsteile von Wetter, wurde ein Ortsbezirk.

### Verwaltungsgeschichte im Überblick
Die folgende Liste zeigt die Staaten und Verwaltungseinheiten, denen Mellnau angehört(e):
- vor 1567: Heiliges Römisches Reich, Landgrafschaft Hessen, Amt Wetter[9]
- ab 1567: Heiliges Römisches Reich, Landgrafschaft Hessen-Marburg, Amt Wetter[10]
- 1604–1648: Heiliges Römisches Reich, strittig zwischen Landgrafschaft Hessen-Darmstadt und Landgrafschaft Hessen-Kassel, Amt Wetter
- ab 1648: Heiliges Römisches Reich, Landgrafschaft Hessen-Kassel, Amt Wetter
- ab 1806: Landgrafschaft Hessen-Kassel, Amt Wetter
- 1807–1813: Königreich Westphalen, Departement der Werra, Distrikt Marburg, Kanton Wetter
- ab 1815: Kurfürstentum Hessen, Amt Wetter[11]
- ab 1821: Kurfürstentum Hessen, Provinz Oberhessen, Kreis Marburg[12][Anm. 2]
- ab 1848: Kurfürstentum Hessen, Bezirk Marburg
- ab 1851: Kurfürstentum Hessen, Provinz Oberhessen, Kreis Marburg
- ab 1867: Königreich Preußen, Provinz Hessen-Nassau, Regierungsbezirk Kassel, Kreis Marburg
- ab 1871: Deutsches Reich, Königreich Preußen, Provinz Hessen-Nassau, Regierungsbezirk Kassel, Kreis Marburg
- ab 1918: Deutsches Reich, Freistaat Preußen, Provinz Hessen-Nassau, Regierungsbezirk Kassel, Kreis Marburg
- ab 1944: Deutsches Reich, Freistaat Preußen, Provinz Kurhessen, Landkreis Marburg
- ab 1945: Deutsches Reich, Amerikanische Besatzungszone, Groß-Hessen, Regierungsbezirk Kassel, Landkreis Marburg
- ab 1946: Deutsches Reich, Amerikanische Besatzungszone, Hessen, Regierungsbezirk Kassel, Landkreis Marburg
- ab 1949: Bundesrepublik Deutschland, Hessen, Regierungsbezirk Kassel, Landkreis Marburg
- ab 1972: Bundesrepublik Deutschland, Hessen, Regierungsbezirk Kassel, Landkreis Marburg, Stadt Wetter
- ab 1974: Bundesrepublik Deutschland, Hessen, Regierungsbezirk Kassel, Landkreis Marburg-Biedenkopf, Stadt Wetter
- ab 1981: Bundesrepublik Deutschland, Hessen, Regierungsbezirk Gießen, Landkreis Marburg-Biedenkopf, Stadt Wetter

### Gerichte seit 1821
Mit Edikt vom 29. Juni 1821 wurden in Kurhessen Verwaltung und Justiz endgültig getrennt. Der Kreis Marburg war für die Verwaltung und das Justizamt Wetter war als Gericht in erster Instanz für Mellnau zuständig. Nach der Annexion Kurhessens durch Preußen 1866 erfolgte am 1. September 1867 die Umbenennung des bisherigen Justizamtes in Amtsgericht Wetter. Auch mit dem Inkrafttreten des Gerichtsverfassungsgesetzes (GVG) 1877 blieb das Amtsgericht bestehen. 1943 wurde das Amtsgericht Zweigstelle des Amtsgerichts Marburg und 1946 wurde auch die Zweigstelle geschlossen. Der Bezirk des Amtsgerichts Wetter ging im Bezirk des Amtsgerichts Marburg auf.

## Bevölkerung

### Einwohnerstruktur 2011
Nach den Erhebungen des Zensus 2011 lebten am Stichtag dem 9. Mai 2011 in Mellnau 840 Einwohner. Darunter waren 9 (1,1 %) Ausländer.
Nach dem Lebensalter waren 19 Einwohner unter 18 Jahren, 336 zwischen 18 und 49, 189 zwischen 50 und 64 und 153 Einwohner waren älter. Die Einwohner lebten in 330 Haushalten. Davon waren 72 Singlehaushalte, 93 Paare ohne Kinder und 129 Paare mit Kindern, sowie 30 Alleinerziehende und 3 Wohngemeinschaften. In 57 Haushalten lebten ausschließlich Senioren und in 216 Haushaltungen leben keine Senioren.

### Einwohnerentwicklung
| Quelle: | Historisches Ortslexikon      |
| • 1577: | 35 Hausgesesse                |
| • 1681: | 18 hausgesessene Mannschaften |
| • 1747: | 39 Hausgesesse                |
| • 1820: | 57 Häuser, 325 Einwohner      |

| Mellnau: Einwohnerzahlen von 1785 bis 2020 | Mellnau: Einwohnerzahlen von 1785 bis 2020 | Mellnau: Einwohnerzahlen von 1785 bis 2020 | Mellnau: Einwohnerzahlen von 1785 bis 2020 | Mellnau: Einwohnerzahlen von 1785 bis 2020 |
| --- | ------------------------------------------ | ------------------------------------------ | ------------------------------------------ | ------------------------------------------ |
| Jahr |                                            |                                            |                                            | Einwohner                                  |
| 1785 | 1785                                       |                                            | 243                                        | 243                                        |
| 1800 | 1800                                       |                                            | ?                                          | ?                                          |
| 1820 | 1820                                       |                                            | 325                                        | 325                                        |
| 1834 | 1834                                       |                                            | 396                                        | 396                                        |
| 1840 | 1840                                       |                                            | 438                                        | 438                                        |
| 1846 | 1846                                       |                                            | 433                                        | 433                                        |
| 1852 | 1852                                       |                                            | 433                                        | 433                                        |
| 1858 | 1858                                       |                                            | 423                                        | 423                                        |
| 1864 | 1864                                       |                                            | 457                                        | 457                                        |
| 1871 | 1871                                       |                                            | 388                                        | 388                                        |
| 1875 | 1875                                       |                                            | 404                                        | 404                                        |
| 1885 | 1885                                       |                                            | 446                                        | 446                                        |
| 1895 | 1895                                       |                                            | 474                                        | 474                                        |
| 1905 | 1905                                       |                                            | 492                                        | 492                                        |
| 1910 | 1910                                       |                                            | 526                                        | 526                                        |
| 1925 | 1925                                       |                                            | 530                                        | 530                                        |
| 1939 | 1939                                       |                                            | 573                                        | 573                                        |
| 1946 | 1946                                       |                                            | 791                                        | 791                                        |
| 1950 | 1950                                       |                                            | 776                                        | 776                                        |
| 1956 | 1956                                       |                                            | 717                                        | 717                                        |
| 1961 | 1961                                       |                                            | 702                                        | 702                                        |
| 1967 | 1967                                       |                                            | 762                                        | 762                                        |
| 1976 | 1976                                       |                                            | 809                                        | 809                                        |
| 1985 | 1985                                       |                                            | ?                                          | ?                                          |
| 1995 | 1995                                       |                                            | 877                                        | 877                                        |
| 2005 | 2005                                       |                                            | ?                                          | ?                                          |
| 2011 | 2011                                       |                                            | 840                                        | 840                                        |
| 2015 | 2015                                       |                                            | 824                                        | 824                                        |
| 2020 | 2020                                       |                                            | 756                                        | 756                                        |
| Datenquelle: Historisches Gemeindeverzeichnis für Hessen: Die Bevölkerung der Gemeinden 1834 bis 1967. Wiesbaden: Hessisches Statistisches Landesamt, 1968. Weitere Quellen: LAGIS; Städteatlas Hessen; Stadt Wetter; Zensus 2011 |                                            |                                            |                                            |                                            |

### Historische Religionszugehörigkeit
| Quelle: | Historisches Ortslexikon                                                  |
| • 1861: | 423 lutheranische, 6 reformierte Einwohner                                |
| • 1885: | 445 evangelische (= 99,78 %), ein katholischer (= 0,22 %) Einwohner       |
| • 1961: | 634 evangelische (= 90,31 %), 28 römisch-katholische (= 3,99 %) Einwohner |

### Historische Erwerbstätigkeit
| Quelle: | Historisches Ortslexikon |
| • 1785: | Erwerbspersonen: 2 Leineweber, 1 Schneider, 1 Pottaschensleder, 1 Ziegelbrenner, 2 Schäfer, 8 Tagelöhner(-innen).                     |
| • 1838: | Familien: 49 Ackerbau, 5 Gewerbe, 16 Tagelöhner.                                                                                      |
| • 1961: | Erwerbspersonen: 169 Land- und Forstwirtschaft, 136 Produzierendes Gewerbe, 34 Handel und Verkehr, 28 Dienstleistungen und Sonstiges. |

## Politik
Für Mellnau besteht ein Ortsbezirk (Gebiete der ehemaligen Gemeinde Mellnau) mit Ortsbeirat und Ortsvorsteher nach der Hessischen Gemeindeordnung. Der Ortsbeirat für den Ortsbezirk Mellnau besteht aus sieben Mitgliedern. Die Wahlbeteiligung zur Wahl des Ortsbeirats bei der Kommunalwahl 2021 betrug 58,75 %. Alle Kandidaten gehörten der „Bürgerliste“ an. Der Ortsbeirat wählte Margot Diehl zur Ortsvorsteherin.

## Infrastruktur
In Mellnau existieren Sport- und Musikvereine sowie eine Burschenschaft, die Freiwillige Feuerwehr, eine Trachtengruppe und ein Verkehrsverein. Es gibt einen Kindergarten und eine evangelische Kirche.